# Kelly Rohrbach
Kelly Anne Rohrbach(Garden City, Nueva York; 21 de enero de 1990) es una actriz, modelo y golfista estadounidense.

## Primeros años
Rohrbach estudió en la Academia Greenwich (una elitista escuela secundaria privada para chicas fundada en 1827), en Greenwich, en el estado de Connecticut. Ella es la hija de Anne (de soltera Wholly) y Clay Rohrbach, un financiero. Jugó al golf en la Academia y así ganó una beca deportiva para estudiar en la Universidad de Georgetown, jugando para el Georgetown Hoyas. Rohrbach se graduó de Georgetown en el 2012 con una licenciatura en teatro, y se matriculó entonces en la London Academy of Music and Dramatic Art (Academia de Música y Arte Dramático de Londres) para formarse en actuación.

## Carrera
Rohrbach debutó como actriz con un personaje secundario en la película Wilt en el 2012; luego trabajó en diferentes series de televisión con personajes de breve duración, entre ellas The New Normal, Two and a Half Men y Rizzoli & Isles.
Como modelo ha trabajado en campañas publicitarias de las empresas textiles Gap y Old Navy en los años 2014 y 2015; este último año también apareció en la Swimsuit Edition de la revista Sports Illustrated, como la "Rookie del año". Kelly Rohrbach fue elegida para interpretar a C. J. Parker (personaje interpretado originalmente por Pamela Anderson) en la película Baywatch basada en la serie del mismo nombre, estrenada el 25 de mayo de 2017.

## Filmografía

### Cine
| Año  | Título                  | Rol          | Notas         |
| ---- | ----------------------- | ------------ | ------------- |
| 2012 | Wilt                    | Beatrice     |               |
| 2015 | My Last Film            | Ashley       | Cortometraje  |
| 2016 | Café Society            |              | Sin acreditar |
| 2017 | Baywatch                | C. J. Parker |               |
| 2020 | A Rainy Day in New York | Terry        |               |

| Año     | Título              | Rol                                | Notas                    |
| ------- | ------------------- | ---------------------------------- | ------------------------ |
| 2013    | The New Normal      | Amber                              | 1 episodio               |
| 2013    | Two and a Half Men  | Amber                              | 1 episodio               |
| 2013–14 | Rizzoli & Isles     | Oficial Charlotte "Charlie" Hansen | 2 episodios              |
| 2013–15 | The PET Squad Files | Jayne Duncan                       | 12 episodios             |
| 2014    | Rush                | Young hottie                       | 1 episodio               |
| 2014    | Love is Relative    | Emily                              | Película para televisión |
| 2015    | Deadbeat            | Beth                               | 1 episodio               |
| 2016    | Broad City          | Alice Ackerman                     | 1 episodio               |
| 2019    | Yellowstone         | Cassidy Reid                       | 4 episodios              |